# Louis de Boisot
Pour les articles homonymes, voir Boisot.
Louis de Boisot (en néerlandais : Lodewijk van Boisot), né à Bruxelles vers 1530, mort dans l'Escaut oriental le 27 mai 1576, seigneur de Ruart (Nivelles), était un amiral de la flotte des Gueux de la mer durant la Guerre de Quatre-Vingts Ans.

## Biographie

### Famille
Issu d'une ancienne famille française-brabanconne, il est le fils de Pierre Boisot, seigneur de Huysinghen, et de Louise de Tisnack. Grâce aux alliances de ses sœurs, il devient le beau-frère de Nicolas Micault et de Leonhardt I de Taxis (1522-1612)

### Carrière navale
Le 15 août 1573 (calendrier grégorien), Guillaume Ier d'Orange-Nassau le nomma amiral de Zélande. Le 4 mars 1574, il le nomma amiral de Hollande (et Frise-Occidentale) et de Zélande. Il perdit un œil à la bataille de Reimerswaal (novembre 1573).
Boisot se noya le 17 mai 1576 (calendrier julien), quand son navire, le Boerendamme, chavira.